# 圣奇普里亚诺-达韦尔萨
圣奇普里亚诺-达韦尔萨（義大利語：San Cipriano d'Aversa），是意大利卡塞塔省的一个市镇。总面积6平方公里，人口12954人，人口密度2159.0人/平方公里（2009年）。ISTAT代码为061074。